# Izabela Kloc
Izabela Helena Kloc, née le 8 mai 1963 à Mikołów en Pologne, est une femme politique polonaise, membre de Droit et justice.
Elle est députée européenne de 2019 à 2024.